# The Sporting Club
The Sporting Club è un film del 1971 diretto da Larry Peerce.

## Trama
I membri dello Sporting Club si riuniscono per la celebrazione del loro centenario e per aprire una capsula del tempo sepolta anni prima.